# Autophagy
Autophagy is een internationaal, aan collegiale toetsing onderworpen wetenschappelijk tijdschrift op het gebied van de celbiologie. Het wordt uitgegeven door Landes Bioscience en verschijnt 8 keer per jaar. Het eerste nummer verscheen in 2005.